# Countesthorpe
Countesthorpe is een civil parish in het bestuurlijke gebied Blaby, in het Engelse graafschap Leicestershire met 6377 inwoners.